# Малишевская, Наталия
Наталия Малишевская (пол. Natalia Maliszewska; род. 16 сентября 1995 года, в г.Белосток)  — польская спортсменка в шорт-треке.

## Спортивная карьера
Наталия Малишевская родилась в городе Белосток, где и начала заниматься шорт-треком в возрасте 7-ми лет под влиянием своей старшей сестры, которая была на плакатах и рекламах в родном городе на катке. Её первый тренер дал прозвище "Курчак" (цыплёнок), так как у Натальи были тонкие длинные ноги и ходила в жёлтой куртке.
Свою карьеру начала с чемпионата Европы по шорт-треку 2013 года. В эстафете получила бронзовую медаль. Она является первой Польской спортсменкой в женском шорт-треке, которая стала чемпионкой Европы и призёром чемпионатов мира. В 2015 году на этапе Кубка мира Малишевская впервые попала на подиум. 
На чемпионате мира 2018 года взяла серебро на дистанции 500 метров. В 2019 году она выиграла общий зачёт Кубка мира и малый зачёт на дистанции 500 метров. Чемпионка Европы на 500 метров в 2019 году.

## Личная жизнь
У Натальи есть старшая сестра Патриция Малишевская, также успешная Польская шорт-трекистка. Встречается с Петром Михальским, конькобежцем, участником Олимпийских игр в Пхёнчхане.